# Strimmiger Berg
Der Strimmiger Berg ist ein im Kreis Cochem-Zell südlich der Mosel gelegener Bergrücken von ca. vier Kilometern Breite und Länge auf dem nördlichen Hunsrück. Er stellt eine naturräumliche Einheit von prähistorischer und kulturhistorischer Bedeutung dar. Im Volksmund bilden die Orte Altstrimmig, Forst, Liesenich und Mittelstrimmig den Strimmiger Berg.

## Geschichte
Die drei Strimmig-Orte wurden in früherer Zeit meist nicht differenziert, sondern als Einheit betrachtet, wobei Mittelstrimmig der Hauptort war. So hieß es in einer Moselfährordnung von 1551, dass jeder Bürger in den dreien Stremich dem Fährmann zu Weihnachten ein Brot zu geben habe. Erst ab dem 15. Jahrhundert werden die Orte hin und wieder einzeln genannt. Dabei wird Altstrimmig auch als Hinter- oder Oberstrimmig bezeichnet und Liesenich als Vorder- oder Niederstrimmig. 1498 heißt es beispielsweise: Altstremich, Mittelstremich und das ander Stremich g[ena]nt Lesenich. Aber noch 1799 schrieb der in Beilstein geborene Reiseschriftsteller und Jurist Johann Nikolaus Becker über die drei Orte: Sie heißen alle drei Strömig, liegen auf den Bergen der Mosel, und gehörten ehemals dem Grafen von Metternich-Winneburg.
Zusammen mit Briedern bildeten Altstrimmig, Mittelstrimmig und Liesenich das Strimmiger Gericht oder die Vogtei Strimmig, die seit etwa der Mitte des 14. Jahrhunderts bis 1780 zum Dreiherrischen Gebiet zählte. Wie im Beltheimer Gericht teilten sich hier Kurtrier, Sponheim und Braunshorn (später Winneburg und Metternich) die Landesherrschaft. Ab 1794 standen die Orte des Strimmiger Bergs unter französischer Herrschaft. Von 1798 bis 1814 gehörten sie zur Mairie Beilstein im Kanton Zell, der zum Arrondissement Koblenz im Rhein-Mosel-Département gehörte. 1815 wurde die Region aufgrund der Beschlüsse auf dem Wiener Kongress dem Königreich Preußen zugeordnet. Unter preußischer Verwaltung gehörten die Orte ab 1816 der Bürgermeisterei Senheim (von 1927 bis 1968 Amt Senheim) im neu entstandenen Kreis Zell im Regierungsbezirk Koblenz an. Seit 1946 sind sie Teil des damals neu gebildeten Landes Rheinland-Pfalz. Das Amt Senheim wurde 1968, so wie alle Ämter in den Regierungsbezirken Koblenz und Trier in Verbandsgemeinden umgewandelt. Durch das 8. Verwaltungsvereinfachungsgesetz vom 18. Juli 1970 mit Wirkung vom 7. November 1970 wurde die vorübergehend bestehende Verbandsgemeinde Senheim aufgelöst und die Orte des Strimmiger Bergs wurden in die Verbandsgemeinde Zell (Mosel) umgegliedert.

## Ortsadel
Bei dem urkundlich sehr dürftig belegten Strimmiger Adel ist eine konkrete Zuordnung zu einem der drei Strimmig-Orte nicht möglich. Der erste namentlich bekannte Vertreter ist ein Ritter Johann von Strimmig, ein erblicher Vasall der Herren von Saffenberg, der im März 1233 als Schiedsrichter fungierte. Bei einem Erbtausch überließ ihn Heinrich Herr von Heinsberg am 13. Oktober 1248 seinem Bruder Simon Graf zu Sponheim und Kreuznach, zusammen mit anderen Saffenberger Vasallen. 1250 finden wir ihn als Zeugen in einer Urkunde des Klosters Wadgassen.
Es ist nicht sicher, ob er auch mit dem am 17. Juli 1280 genannten Johannes de Stremche identisch ist, der gemeinsam mit seinen namentlich nicht genannten Brüdern von Conrad Herr von Saffenberg bis dahin die Vogtei zu Stremiche innehatte, mit der nun Johann von Braunshorn belehnt wurde.
Erst am 23. April 1347 begegnet uns als weiteres Familienmitglied der Edelknecht Konrad von Strimmig als Burgmann auf Baldeneck. Dieser Cvnze van Stremichen beziehungsweise Conze von Stremiche war Sohn des verstorbenen Gerhard von Strimmig und Neffe des Emich von Strimmig. Er wohnte offenbar zu Zell und hatte sich dem Trierer Erzbischof Balduin gegenüber für vierzig Mark Bopparder Währung Dienstgeld verpflichtet, gegen Kaiser Ludwig den Bayern zu kämpfen. Vermutlich starb er schon bald, denn er tritt später nicht mehr in Erscheinung.
Neben dem genannten Ritter und dem Knappen werden keine Strimmiger mehr als adlig ausgewiesen, es gibt aber diverse weitere mutmaßlich adlige Stimmiger. So treten urkundlich vorwiegend im Zeller Hamm oder in dessen Nähe heirman von stremich [zu Zell] und seine Ehefrau Getzin (25. Januar 1389), Henne von Stremche [zu Fankel] (25. Februar 1398), heintze snyder van stremich [zu Merl] und seine Ehefrau Nese (7. April 1424), Hennen Stremchin [zu Neef] (4. September 1419), Johann von Stremich [zu Trarbach] (22. April 1429), und Hen von Streymg (20. Juni 1463) alias Stremgs Hennen [zu Poltersdorf] (4. Januar 1490) auf.
Ferner kennen wir den Vikar Seruacius Stremich/Strenighs am Michaelsaltar zu St. Kastor in Koblenz und 1391 den Vikar Johann von Stremich in St. Kastor zu Karden.

## Layensteig Strimmiger Berg
Touristisch erschlossen ist der Strimmiger Berg im Vergleich zur übrigen Region nur mäßig. Aber seit Juni 2011 bietet die Traumschleife Layensteig Strimmiger Berg Wanderern auf einem Rundweg von knapp 15 Kilometern Länge naturbelassene Bachtäler, drei Klettersteige und einzigartige Aussichten auf den Hunsrück, ins Moseltal und in die Eifel. Beachtenswert sind dabei auch die stillgelegten Schieferstollen mit ihren Abraumhalden und die rekonstruierten Häuser der ehemaligen Stollenarbeiter.

## Sprachliche Besonderheit
Im Gegensatz zu der auf dem Hunsrück und in einigen Moselorten des Kreises Cochem-Zell verbreiteten Lautveränderung von zwischen Vokalen stehendem T und D zu R (Rhotazismus) wurde daraus auf dem Strimmiger Berg ein L (Lambdazismus). Beispielsatz: Beij Gewilla sall ma net bolle olla met de Räla fahre, nur belle (= Bei Gewitter soll man nicht baden oder mit den Rädern fahren, nur beten).
Ebenfalls spricht man auf dem Strimmiger Berg wie an der Mosel und in der Eifel ein Zäpfchen-R statt des im Hunsrückischen üblichen Zungen-Rs.
Becker kommentierte die sprachliche Strimmiger Eigenart 1799 folgendermaßen: Auf dem Hunsrücken haben wir drei Dörfer gefunden, deren Bewohner alle das R nicht aussprechen können, und doch sprechen es alle ihre Nachbarn ohne Anstoß aus. Die geläuterte Bergluft (denn diese Dörfer liegen so hoch als keines in dieser Gegend) und das Wasser sollen die Ursache davon sein.